# Nils Riska
Nils Viktor Riska, född 3 november 1910 i Jakobstad, död 8 maj 1998 i Helsingfors, var en finländsk lungläkare med professors titel.

## Biografi
Riska blev medicine kandidat 1933 och licentiat 1939. Åren 1940-1946 arbetade han som läkare vid Östanlid sanatorium i Jakobstad men de första åren tillbringade han i krigstjänst där han befordrades till sanitetsmajor 1944. 
Riska fortsatte efter kriget som läkare på sanatorium och tjänstgjorde 1946-1948 på Högåsens sanatorium utanför Kristinestad. Han påbörjade där sitt avhandlingsarbete som han fullföljde på ett lungfunktionslaboratorium i Lausanne, Schweiz. Efter att ha blivit medicine och kirurgie doktor 1950 blev han samma år docent i tuberkuloslära. 
Han tillträdde 1950 tjänsten som överläkare vid Nummela privatsanatorium som han reformerade. Han införde där avancerad klinisk lungfysiologi inför att man börjat göra lungresektioner på sanatoriet. Operationerna utfördes i allmänhet två dagar i veckan efter kirurgens ordinarie arbetstid i Helsingfors. Så småningom blev det dock klart att de nya terapierna mot tuberkulos gjorde det privata sanatoriets ekonomiska situation ohållbar. År 1958 tillträdde Nils Riska tjänsten som chefläkare på Mjölbollstad sanatorium, nära Karis. Här väntade en räcka av reformer för att göra det gamla sanatoriet till ett modernt undervisningssjukhus för lungsjukdomar med docent Riska som lärare.  Sanatoriet döptes om till Mjölbolsta sjukhus. Behandlingen av tuberkulos var Riskas medicinska huvudintresse. De hemlösa alkoholisterna med tuberkulos var ett stort problem. För att förmå dem att ta sina tuberkulosmediciner dagligen hittade Riska på att vid Borgå tuberkulosbyrå erbjuda dem mjölk och smörgåsar varje morgon mot att de först tog sina mediciner. Projektet blev lyckat och början på en övergång från lång sanatorievård till poliklinisk behandling i hemmet. "Den sjukhusbaserade ambulanta behandlingen" var man på sin håll skeptisk till men den blev så småningom allmänt accepterad och minskade givetvis samhällets kostnader för vården samtidigt som tuberkulospatienterna slapp långa sanatorievistelser.
Han var hedersmedlem i Finlands lungläkarförening, Föreningen för tuberkulosens bekämpande och Finska läkaresällskapet. Professors titel erhöll Riska 1963.